# Rivière aux Rats (vattendrag i Kanada, Québec, lat 49,24, long -63,12)
Rivière aux Rats är ett vattendrag i Kanada.   Det ligger i provinsen Québec, i den östra delen av landet, 1 000 km öster om huvudstaden Ottawa.